# Iain Stewart (homme politique)
Pour les articles homonymes, voir Iain Stewart et Stewart.
Iain Aitken Stewart, né le 18 septembre 1972, est un comptable et homme politique britannique, membre du Parti conservateur.
Il est député de Milton Keynes South de 2010 à 2024.

## Jeunesse
Stewart est né le 18 septembre 1972 en Écosse et grandit à Hamilton. Il fait ses études privées à la Hutchesons 'Grammar School et étudie la politique à l'Université d'Exeter avant de suivre une formation de comptable chez Coopers & Lybrand à Milton Keynes entre 1993 et 1994.
Il travaille ensuite pour le Parti conservateur écossais entre 1994 et 2006, d'abord en tant que chef de la recherche, puis directeur adjoint et enfin en tant que directeur entre 2001 et 2006. Il travaille ensuite comme associé pour la société de recrutement de cadres Odgers Berndtson jusqu'à son élection en 2010.

## Carrière politique
Il se présente sans succès en tant que candidat du Parti conservateur aux élections du Parlement écossais de 1999, pour la circonscription de Glasgow Rutherglen, terminant quatrième. De retour à Milton Keynes, il est sélectionné pour Milton Keynes Sud-Ouest lors des Élections générales britanniques de 2001, s'inclinant face à Phyllis Starkey, député sortant par 6 978 voix. Se présentant à nouveau aux élections de 2005, il perd contre Starkey par 4 010 voix.
Il se présente avec succès contre Starkey pour la circonscription de Milton Keynes South redessinée lors des Élections générales britanniques de 2010, l'emportant de 5 201 voix,. Aux élections générales de 2015, il est réélu avec un score accru de 27 601 voix et une majorité de 8 672 voix. Il est membre du conseil paroissial de Shenley Brook End entre 2005 et 2011.
Il s'investit sur la question des transports (notamment ferroviaires), les affaires constitutionnelles et l'éducation. Il est membre du comité spécial des transports de la Chambre des communes de 2010 à 2013 et est le membre conservateur le plus ancien de ce comité. Lors du remaniement ministériel d'octobre 2013, il est nommé secrétaire parlementaire parlementaire (PPS) de Patrick McLoughlin, secrétaire d'État aux Transports.
Après les élections de 2015, il change pour devenir PPS de David Mundell, secrétaire d'État pour l'Écosse, pour l'aider sur le projet de loi sur l'Écosse. Il est également réélu au Comité spécial des transports.
En juillet 2016, il est nommé secrétaire privé parlementaire de Liam Fox, secrétaire d'État au ministère du Commerce international. Il occupe ce poste jusqu'aux élections générales de 2017.
En juin 2017, Stewart est réélu au poste de député de Milton Keynes South avec une majorité de 1725 voix contre la candidate travailliste Hannah O'Neill. Il conserve sa place au Comité des transports en septembre 2017.
En décembre 2017, à la suite de la publication du rapport de la Commission nationale des infrastructures sur le corridor Oxford-Milton Keynes-Cambridge, il est nommé champion officiel du gouvernement pour le projet.
En juillet 2018, le Premier ministre lui demande de rejoindre le gouvernement et il devient whip adjoint au bureau des whips du gouvernement.

## Vie privée
Il est ouvertement gay et a été auparavant vice-président (politique) de LGBTory, le groupe conservateur LGBT. Dans son premier discours à la chambre, le 25 juin 2010, il rend hommage à Alan Turing et aux excuses officielles de Gordon Brown pour la persécution de Turing par l'État. Il parle de la façon dont il a été victime d'intimidation à l'école du fait d'être gay et de l'impact de l'intimidation homophobe dans les écoles.